# Mitreola reticulata
Mitreola reticulata är en tvåhjärtbladig växtart som beskrevs av Tirel. Mitreola reticulata ingår i släktet Mitreola och familjen Loganiaceae. Inga underarter finns listade i Catalogue of Life.